# Hess Mesa
Die Hess Mesa ist ein kleiner Tafelberg im ostantarktischen Viktorialand. In der Asgard Range des Transantarktischen Gebirges überragt er die Wasserscheide zwischen dem Koenig Valley und dem Mudrey Cirque.
Das Advisory Committee on Antarctic Names benannte ihn 1976 nach Laurent Oswald Hess (1912–1974), Kapitän des nach dem Tankers USNS Maumee bei der Operation Deep Freeze der Jahre 1970 und 1971.